# I Came to Dance
I Came to Dance är ett musikalbum av Nils Lofgren som utgavs 1977 på skivbolaget A&M Records. Det var hans tredje album som soloartist. Skivan fick inte något gott mottagande av musikpressen. Joe Viglione menar i en retrospektiv recension av skivan på Allmusic att den är alltför precis och perfekt för att komma till liv. Musikmagasinet Rolling Stone var också negativt inställda liksom Robert Christgau på The Village Voice som menade att albumets texter inte höll måttet.
Albumet nådde plats 36 på amerikanska Billboard 200-listan och plats 30 i Storbritannien. Det sålde även bra i Sverige där det nådde plats 14 på albumlistan.

## Låtlista
(låtar utan angiven upphovsman av Nils Lofgren)
1. "I Came to Dance" - 4:30
2. "Rock Me at Home" - 4:30
3. "Home Is Where the Hurt Is" - 4:12
4. "Code of the Road" - 4:51
5. "Happy Ending Kids" - 3:01
6. "Goin' South" - 4:03
7. "To Be a Dreamer" - 3:45
8. "Jealous Gun" - 3:50
9. "Happy" (Mick Jagger, Keith Richards) - 3:22